# Töregene Hatun

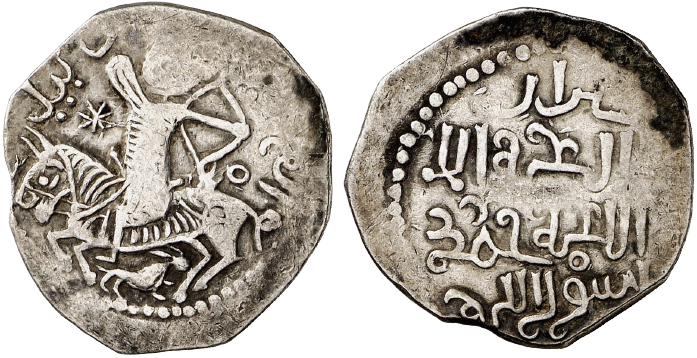
Münze aus der Zeit der Herrschaft Töregene Chatuns

Töregene Hatun (Chatun) (mongolisch Турхан Turchan oder Туракина Turakina, * ca. 1185; † 1247) war von 1242 bis 1246 Regentin des Mongolenreiches.

## Biografie
Töregene war eine Naimanin nestorianischen Glaubens und gehörte zum Stamm der Merkiten. Nachdem Dschingis Khan diesen Stamm 1204 unterworfen hatte, wurde Töregene seinem Sohn Ögedei als Ehefrau übergeben. Sie war Ögedeis einzige Frau, die ihm männliche Nachkommen geschenkt hat.
Nach dem Tod ihres Ehemannes 1241 sicherte sich Töregene die Unterstützung Tschagatai Khans und einiger anderer mongolischer Prinzen. Dadurch konnte sie im Frühling 1242 die Regentschaft über das Mongolische Reich übernehmen und nahm den Titel Hatun (= weibliche Form von Khan) an. Sie wollte ihren Sohn Güyük zu Ögedeis Nachfolger ernennen, obwohl dieser seinen Enkel Shiremun dafür bevorzugte. Daher leitete sie Säuberungsaktionen gegen die Beamten ein, die gegenüber Ögedei loyal waren. Mehrere Minister und Gouverneure mussten aus dem Reich fliehen und einige wurden hingerichtet. Töregene wartete lange mit der Einberufung eines Kurultais, da sie so lange wie möglich herrschen wollte.
Töregene förderte die Vergrößerung des Steuersystems im Mongolischen Reich und ließ Volkszählungen durchführen. Die Herrscher der mongolischen Vasallenstaaten mussten sich ihr persönlich unterwerfen. Einer dieser Herrscher, Jaroslaw II., wurde während eines Treffens mit Töregene vergiftet. Außerdem beförderte sie den Offizier Baiju zum Befehlshaber des mongolischen Heers und befahl ihm, einen Feldzug gegen die Rum-Seldschuken zu führen, was zu deren Niederlage und dazu führte, dass sie zu Vasallen des Mongolischen Reichs wurden. Außerdem befahl Töregene Baiju, einen Feldzug gegen das Kalifat der Abbasiden durchzuführen, der jedoch erfolglos verlief.
Beim 1246 in der Nähe von Karakorum einberufenen Kurultai gelang es Töregene, ihren Sohn Güyük zum neuen Großkhan ernennen zu lassen. 1247 wurde Töregene von unbekannten Feinden vergiftet.